# Bahnhof Berlin-Westend
Der Bahnhof Westend ist ein S-Bahnhof im Berliner Ortsteil Charlottenburg des Bezirks Charlottenburg-Wilmersdorf, unmittelbar an der Grenze zum namensgebenden Ortsteil Westend gelegen. Das gesamte Bahnhofsareal wurde ab dem 15. November 1877 – zunächst als Charlottenburg-Westend – in mehreren Schritten in Betrieb genommen, ist mittlerweile allerdings auf einen S-Bahnsteig sowie ein Ferngleispaar reduziert worden. 1980 erfolgte infolge des Reichsbahnerstreiks die vorübergehende Betriebseinstellung des S-Bahn-Verkehrs. 1993 wurde ein Bahnsteig der Ringbahn für den S-Bahn-Verkehr wiedereröffnet. Eine Wiederherstellung der Gesamtanlage ist nicht vorgesehen.

## Aufbau und Geschichte
Die Bahnhofsanlage befindet sich an der Überführung des Spandauer Damms über die Ringbahn. Zunächst wurde sie für die verkehrliche Anbindung der Villenkolonie Westend angelegt. Der spätere Kaiser Friedrich III. wohnte als Kronprinz im Schloss Charlottenburg und nutzte ein von Süden in den Bahnhof mündendendes Kopfgleis für seinen Hofzug. Zwischen dem ersten großen Ausbau 1884 und der Jahrhundertwende befand sich der Komplex in seinem größten Ausbauzustand mit vier Bahnsteigen und mehreren Kehrgleisen. Die vier Bahnsteige wurde in Ost-West-Richtung mit den Buchstaben A bis D bezeichnet, die ersten drei waren zudem über einen Tunnel miteinander verbunden.
Nördlich des Bahnhofs befand sich eine große Abstellanlage mit Wagenhalle für die Ringbahnzüge, die Ende 1929 im Rahmen der Elektrifizierung der Nahverkehrsgleise in ein S-Bahn-Betriebswerk umgebaut wurde. Das Betriebswerk wurde im Zweiten Weltkrieg zerstört und nicht wieder aufgebaut.
1980 wurde der Zugverkehr auf dem West-Ring eingestellt. Danach stand das Empfangsgebäude bis 1988 leer. Bis 2001 wurde es dann von der Karl-Hofer-Gesellschaft als Atelier- und Ausstellungsgebäude genutzt (Künstlerbahnhof). Danach als Bürohaus für verschiedene Gewerke.
1993 wurde der Bahnsteig C bei der Inbetriebnahme des Südringes wieder eröffnet. Dazu wurden zwei neue Zugangsgebäude in Stahl-Glas-Konstruktion von der Spandauer-Damm-Brücke aus errichtet.
Seit August 2014 erfolgt die Zugabfertigung durch den Triebfahrzeugführer mittels Führerraum-Monitor (ZAT-FM).
Sowohl nördlich als auch südlich der Bahnsteige befindet sich heute jeweils eine Abstell- und Kehranlage.

### Empfangsgebäude

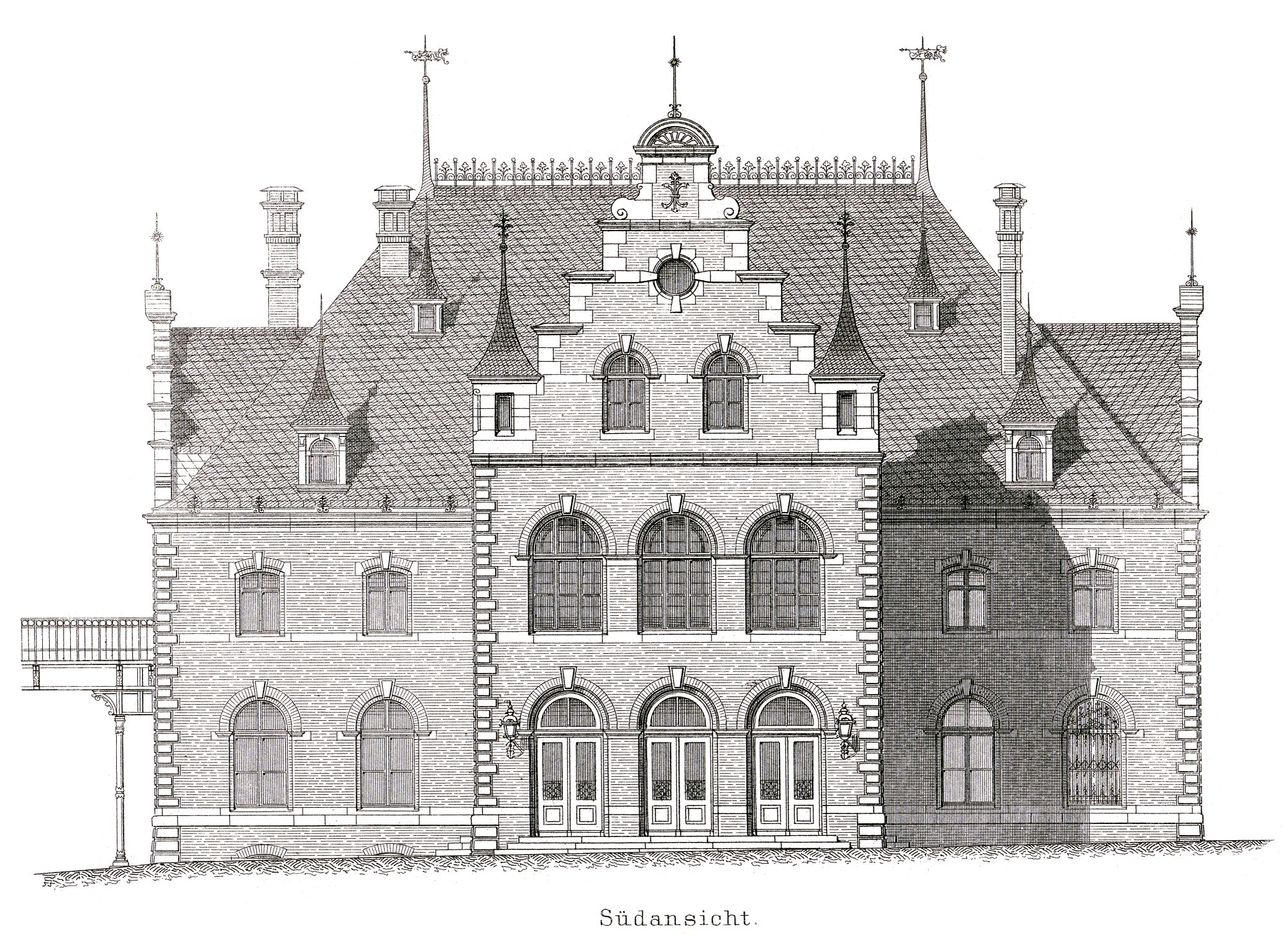
Südansicht des Empfangsgebäudes

Das denkmalgeschützte Empfangsgebäude schließt sich nördlich des ehemaligen Kopfbahnhofs der Vorortzüge an und verfügt über Ausgänge zum Spandauer Damm sowie zum Bahnhofsvorplatz östlich der Anlage. Es wurde 1884 vom Büro der Architekten Heinrich Joseph Kayser und Karl von Großheim entworfen. Das im Stil der Neorenaissance errichtete Gebäude hat keinen direkten Zugang zu den Bahnsteigen, die Fahrgäste wurden entweder durch das Gebäude auf eine Freifläche östlich des Bahnhofs und über einen Fußgängertunnel zu den Bahnsteigen geleitet oder aber nahmen den direkten Zugang vom Spandauer Damm zu den einzelnen Bahnsteigen. Heute ist nur noch der letztere Zugang und ausschließlich zum Ringbahnsteig in Betrieb. Das Gebäude wurde 1976 und 1985 umfangreich renoviert.

### Bahnsteige

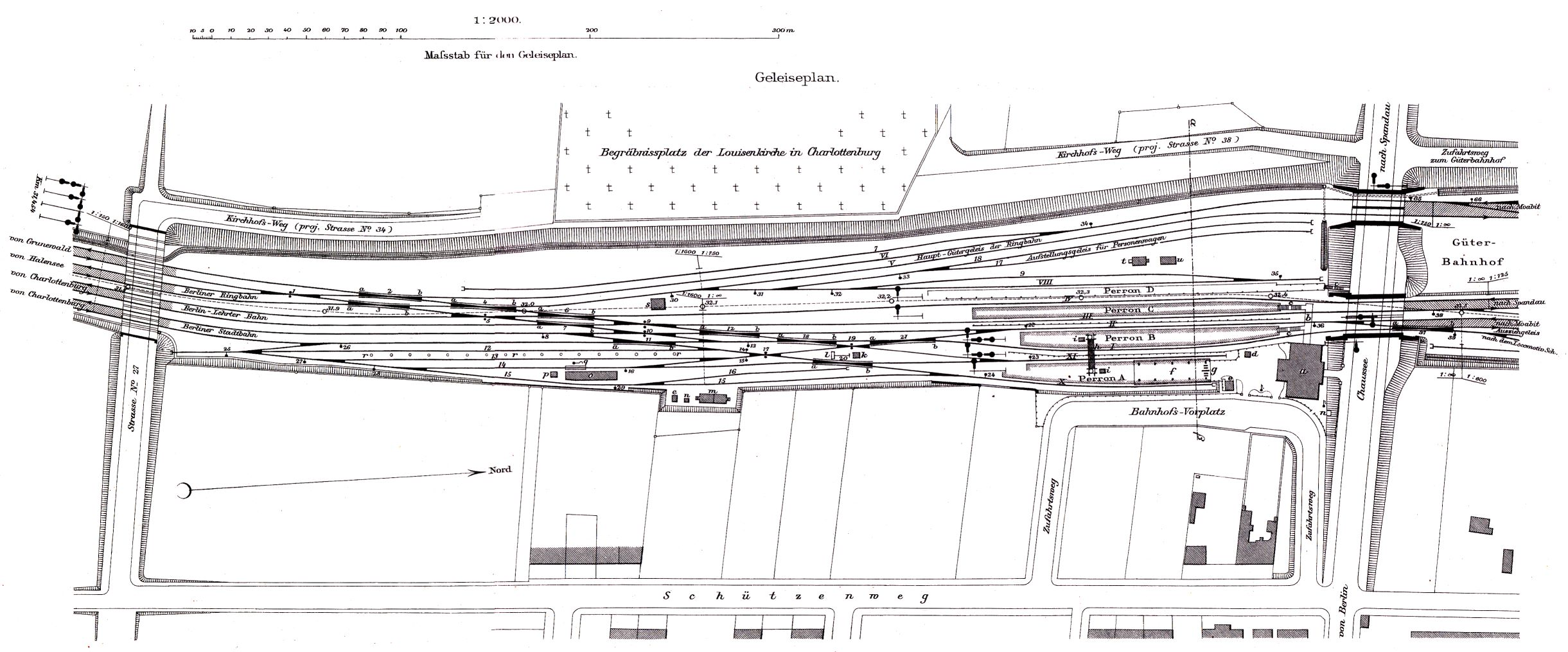
Gleisplan Bahnhof Westend 1887 (Norden = rechts)

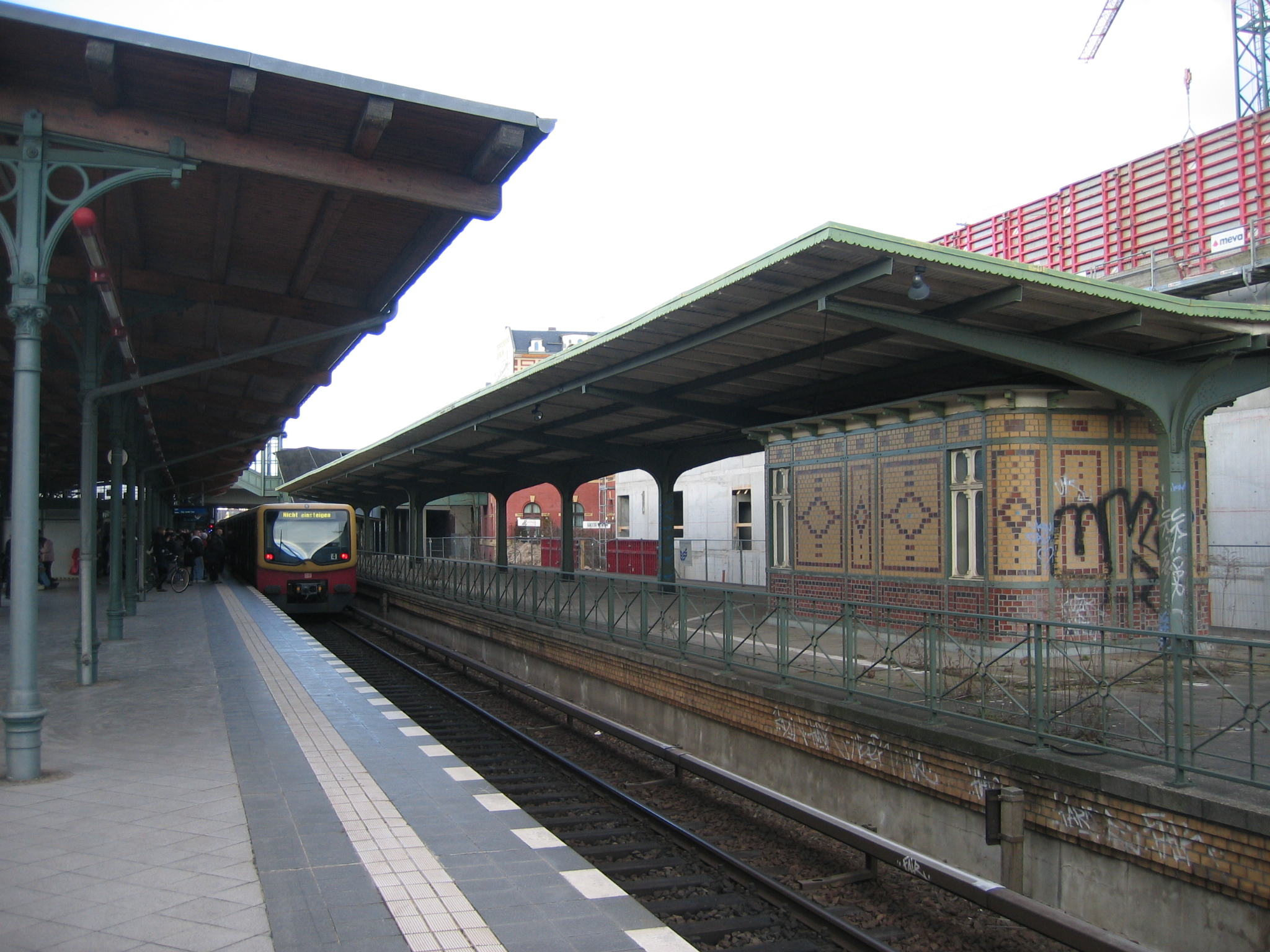
Der Bahnsteig C (links) und der nicht im Betrieb stehende Bahnsteig B (rechts), 2008

- Der Bahnsteig A diente als Kopfbahnhof der Stadtbahn, dessen Vorortverkehr in den Anfangsjahren des Bestehens der Strecke noch auf die Ringbahn geleitet wurde. Die Gleise endeten stumpf am Bahnsteig, an dem sich nördlich das Empfangsgebäude anschloss. Der Bahnsteig wurde 1928 nicht elektrifiziert und fortan nicht mehr gebraucht. Nach 1945 wurde er abgetragen. Auf dem Gelände befindet sich heute ein Fußweg.
- Der Bahnsteig B diente den Zügen der Lehrter und Stadtbahn, die südlich Westend weiter auf der Ringbahn verkehrten. Aus südlicher Richtung bestand für die Ringbahnzüge die Möglichkeit, den Bahnsteig zusätzlich anzufahren, gleiche Möglichkeit bot sich für die Stadtbahnzüge, die nicht am Bahnsteig A endeten. Hinter dem Bahnhof führte das B-Gleis weiter auf die Gleise der Lehrter Fernbahn. Nach der Elektrifizierung der Strecken 1928 wurde das Gleispaar der Lehrter Strecke nicht mehr gebraucht und von den Stadtbahnzügen teilweise genutzt. Ring- und Stadtbahn nutzten fortan gemeinsam den Bahnsteig B und den westlichen Nachbarbahnsteig. Dahinter errichtete man eine zweigleisige Kehranlage, die für die elektrischen Stadtbahnzüge notwendig wurde, sollten sie nicht weiter zum Nordring fahren. Gegen 1944 endete der Verkehr am Bahnsteig, da die Verbindungskurve von der Stadt- zur nördlichen Ringbahn stillgelegt wurde und vor Westend kein Gleiswechsel zwischen beiden Strecken vorhanden war. Bis heute besteht der Bahnsteig weiter, ist allerdings verwaist und kann aufgrund der nun größeren Breite des Nachbarbahnsteigs nicht mehr genutzt werden. Bahnsteig A verfügte wie heute noch Bahnsteig B über eine massive Stahlstützenreihe in einreihiger Bauform.
- Der Bahnsteig C der Ringbahn ist der einzige der vier Bahnsteige, der heute noch in Betrieb ist. Er entstand zusammen mit den anderen Bahnsteigen beim Umbau 1884 und ist etwas breiter ausgelegt als der benachbarte Stadtbahnsteig. Der Aufbau des Bahnsteigs und seiner anschließenden Gleisanlagen blieb bis zur Wiedereröffnung 1993 in etwa unverändert. Danach wurde der Bahnsteig bedeutend verbreitert, sodass die Züge in Richtung Jungfernheide nun an den Bahnsteig C und B angrenzen. Im Gegensatz zu den beiden anderen Vorortbahnsteigen besteht das Dach des Bahnsteigs aus einer zweireihigen Stützenreihe, wie sie für die Berliner Bahnhöfe der Jahrhundertwende üblich ist. Über zwei Aufzüge ist der Bahnsteig barrierefrei erreichbar. Der Bau eines zusätzlichen Zugangs am südlichen Bahnsteigende in Richtung Sophie-Charlotten-Straße ist geplant,[6] eine Realisierung war im Jahr 2020 vorgesehen,[7] wurde aber bis 2024 nicht durchgeführt.
- Der Bahnsteig D lag an den Fernbahngleisen der Strecke und diente als Kopfbahnhof für die Züge, die von der Wetzlarer Bahn kommend auf die Ringbahn geleitet wurden. Da jedoch bereits 1882 eine direkte Verbindung von der Wetzlarer zur Stadtbahn angelegt wurde, erlangte der Bahnsteig nie große Bedeutung. Noch vor der Jahrhundertwende wurde er geschlossen und kurze Zeit darauf abgetragen.

## Anbindung
Der S-Bahnhof wird von den Linien S41, S42 und S46 der Berliner S-Bahn bedient. Es besteht eine Umsteigemöglichkeit zu der Omnibuslinie M45 der BVG.
| Linie | Verlauf | Takt in der HVZ |
| ----- | --- | --------------- |
| ↻ ↺   | Gesundbrunnen – Schönhauser Allee – Prenzlauer Allee – Greifswalder Straße – Landsberger Allee – Storkower Straße – Frankfurter Allee – Ostkreuz – Treptower Park – Sonnenallee – Neukölln – Hermannstraße – Tempelhof – Südkreuz – Schöneberg – Innsbrucker Platz – Bundesplatz – Heidelberger Platz – Hohenzollerndamm – Halensee – Westkreuz – Messe Nord/ZOB – Westend – Jungfernheide – Beusselstraße – Westhafen – Wedding – Gesundbrunnen | 05 min          |
|       | Westend – Messe Nord/ZOB – Westkreuz – Halensee – Hohenzollerndamm – Heidelberger Platz – Bundesplatz – Innsbrucker Platz – Schöneberg – Südkreuz – Tempelhof – Hermannstraße – Neukölln – Köllnische Heide – Baumschulenweg – Schöneweide – Johannisthal – Adlershof – Grünau – Eichwalde – Zeuthen – Wildau – Königs Wusterhausen | 20 min          |